# Liolaemus robustus
Liolaemus robustus är en ödleart som beskrevs av  Laurent 1992. Liolaemus robustus ingår i släktet Liolaemus och familjen Tropiduridae. Inga underarter finns listade i Catalogue of Life.